# USS LST-339
O USS LST-339 foi um navio de guerra norte-americano da classe LST que operou durante a Segunda Guerra Mundial.